# Eau Verte
Die Eau Verte (französisch: Ruisseau de l’Eau Verte) ist ein Fluss in Frankreich, der in der Region Auvergne-Rhône-Alpes verläuft. Sie entspringt unter dem Namen Ruisseau de Neuffonds an der Ostflanke des Puy de Baillaret (1721 m), beim Skigebiet Super Besse, im Gemeindegebiet von Besse-et-Saint-Anastaise, entwässert generell Richtung Südwest durch den Regionalen Naturpark Volcans d’Auvergne und mündet nach rund 21 Kilometern an der Gemeindegrenze von Saint-Donat und Champs-sur-Tarentaine-Marchal als linker Nebenfluss in die Tarentaine. Auf ihrem Weg durchquert die Eau Verte das Département Puy-de-Dôme und bildet etwa auf dem letzten Kilometer die Grenze zum benachbarten Département Cantal.

## Orte am Fluss
(Reihenfolge in Fließrichtung)
- La Geneste, Gemeinde Picherande
- Vassivière, Gemeinde Besse-et-Saint-Anastaise
- La Barthe, Gemeinde Picherande
- Ribeyrettes, Gemeinde Picherande
- La Beaubie, Gemeinde Picherande
- Lamur, Gemeinde Picherande
- Lajoux, Gemeinde Saint-Genès-Champespe
- Les Auberts, Gemeinde Saint-Donat
- Labanut, Gemeinde Champs-sur-Tarentaine-Marchal

## Sehenswürdigkeiten
- Wasserfall Cascade de la Barthe im Gemeindegebiet von Picherande[4]